# Plocosperma buxifolium
Plocosperma buxifolium ist die einzige Pflanzenart der monotypischen Gattung Plocosperma und der Familie Plocospermataceae. Diese Art kommt nur in Mexiko (Zentralamerika) vor.

## Beschreibung
Plocosperma buxifolium ist ein immergrüner Strauch oder strauchartiger Baum. Die gegenständigen, kurz gestielten Laubblätter sind sehr klein. Die einfache und ledrige Blattspreite ist länglich bis eiförmig. Der Blattrand ist glatt. Nebenblätter fehlen.
In blattachselständigen, traubigen Blütenständen sind ein bis sieben gestielte Blüten zusammengefasst. Plocosperma buxifolia ist zweihäusig getrenntgeschlechtig (diözisch). Die eingeschlechtigen, schwach zygomorphen, großen Blüten sind fünf- bis sechszählig mit doppelter Blütenhülle (Perianth). Die Kelchblätter sind röhrig verwachsen, wobei die Kelchlappen deutlich länger sind als die Kelchröhre. Die Kronblätter sind glockenförmig verwachsen. Es ist nur ein Staubblattkreis vorhanden, die Staubblätter sind untereinander frei, aber mit der Krone verwachsen. Zwei Fruchtblätter sind zu einem oberständigen Fruchtknoten verwachsen. Ein oder zwei teilweise verwachsene Griffel enden in insgesamt vier Narben.
Es werden Kapselfrüchte gebildet, die meist nur einen bis selten vier Samen enthalten. Die Samen besitzen ein Haarbüschel an einem Ende.

## Systematik
Die Gattung Plocosperma wurde im Mai 1876 durch George Bentham in Genera Plantarum, 2, 2, S. 789–790 aufgestellt. Die Erstbeschreibung von Plocosperma buxifolium erfolgte im Mai 1876 ebenfalls durch George Bentham in Hooker's Icones Plantarum, 12, S. 82, Tafel 1195 als einzige Art dieser Gattung. Ein Synonym für Plocosperma Benth. ist Lithophytum Brandegee. Synonyme für Plocosperma buxifolium Benth. sind Lithophytum violaceum Brandegee, Plocosperma anomalum S.F.Blake, Plocosperma microphyllum Baill. ex Soler.  Während früher diese wenigen Arten hier eingruppiert waren, sind sie heute alle Synonyme der einzigen Art dieser Familie. Die Familie Plocospermataceae wurde 1973 durch John Hutchinson in The Families of Flowering Plants, S. 469 aufgestellt.
Bei einigen Autoren gibt es auch drei bis vier Arten in der Gattung; sie rechnen weitere Lithophytum-Arten hierher zu dieser Gattung. Plocosperma buxifolium wurde zur Familie Loganiaceae, also zur Ordnung Gentianales gerechnet, stellt aber nach neueren mit molekularbiologischen Methoden gewonnenen Erkenntnissen eine eigenständige Familie Plocospermataceae dar.